# Cyborg Agent
Cyborg Agent ist ein Science-Fiction-Thriller US-amerikanischer Produktion aus dem Jahr 1993. Es handelt sich um den Pilotfilm einer nicht realisierten TV-Serie. Der Film erschien am 24. Mai 1994 in Deutschland auf Video.

## Handlung
Die Polizistin Delilah ermittelt verdeckt gegen einen Ring der Waffenhändler um Alec Kasharian. Sie wird enttarnt und von Kasharian erschossen.
Der Körper von Delilah wird in einen Cyborg umgewandelt. Hinter einem ihrer Augen wird eine Kamera installiert, die die von Delilah gesehenen Bilder an das Kontrollzentrum übermittelt. Ein Empfänger im Ohr ermöglicht ihr den Empfang der Anweisungen. Es wird auch ein Selbstzerstörungsmechanismus eingebaut, damit die Technik nicht in falsche Hände geraten kann. Die Frau wird offiziell für tot erklärt.
Delilah flieht aus dem Labor. Sie trifft den befreundeten Paul, der ihr erklärt, wie wenig von dem ursprünglichen Körper übriggeblieben ist. Danach macht sie mit ihren Vorbereitungen auf die Rolle einer Superagentin weiter, Paul gehört zum Team der Betreuer. Eines Tages übergibt er ihr den Auslöser für den Selbstzerstörungsmechanismus.
Delilah wird auf einen Terroristen angesetzt, der sich eine Nuklearwaffe aneignen will. Delilah entdeckt, dass es sich dabei um Kasharian handelt. Sie kämpft gegen Kasharian, den sie in Paris findet und besiegt ihn.

## Kritiken
TV Spielfilm bezeichnete Cyborg Agent als „billig getrickste Fernsehproduktion“. Die beiden Hauptdarsteller brächten die nötige Ironie in den Film.